# Міхаловиці (Клодзький повіт)
Міхаловиці (пол. Michałowice, нім. Michaelsthal) — село в Польщі, у гміні Мендзилесе Клодзького повіту Нижньосілезького воєводства.
Населення — 61 особа (2011).
У 1975-1998 роках село належало до Валбжиського воєводства.

## Демографія
Демографічна структура станом на 31 березня 2011 року:
|          | Загалом | Допрацездатний вік | Працездатний вік | Постпрацездатний вік |
| -------- | ------- | ------------------ | ---------------- | -------------------- |
| Чоловіки | 31      | 1                  | 22               | 8                    |
| Жінки    | 30      | 3                  | 15               | 12                   |
| Разом    | 61      | 4                  | 37               | 20                   |